# ケタマカビ
ケタマカビ（学名：Chaetomium）は、小さな球形の子実体を作る子嚢菌である。土壌や糞などから広く発見されるが、穀類や繊維を汚染することがある。

## 概説
ケタマカビは、名前はカビであるものの、子実体を形成するので、立派なキノコである。むしろ分生子の形成があまり見られず、アナモルフ（無性生殖相）が発達しないため、厳密にはカビではないとも言える。しかし、あまりに小さいので、カビの名をもらっている。その子実体の表面から多数の長い刺状突起を出し、毛玉のように見えるのが名前の由来である。学名もこれにちなんだもので、χαίτη (chaite) はギリシア語で長い髪を意味する。呼称としては、学名仮名読みのケトミウム（あるいはキートミウム）も使われる。

## 特徴
菌糸は成長早く、白いコロニーとなり、子実体をよく形成する。子実体は球形からやや縦長の卵形などで、基質表面に突き出して形成される。大きさは経0.1-0.3mm程度だが、強く褐色から深緑に色づいていること、表面から多数の頂毛という菌糸が突き出しているので、肉眼でも黒っぽい点々としてはっきり見える。
子実体の上端には小さな穴が開いており、中の子嚢胞子が成熟すると、ここから出てくる。子実体の外壁からは頂毛と呼ばれる突起が多数でている。これは複数細胞の菌糸からなり、子実体の外一面から出るが、上の方のものが長い傾向がある。頂毛は種によってその形がさまざまで、ほぼ真っすぐなもの、若干枝分かれをするもの、多数の枝分かれをするものなどあるが、最も普通なのはコイル状に巻いているものである。頂毛の長さは子実体そのものより長い位。なお、このように子実体表面、特に上端の口の回りは頂毛だらけなので、出てきた胞子は頂毛の中で団子になってしまう。
子嚢は子実体の中の底面に集まって形成される。やや細長い単純な袋状の構造で、子嚢胞子は8個、やや団子状にその中に入る。
子嚢菌類の多くは分生子によってよく無性生殖を行い、カビとしての姿（アナモルフ・不完全菌）を持っているものが多いが、この属ではほとんど知られておらず、わずかに数種について報告があるのみである。おおよそはフィアロ型である。

## 生育条件等
自然界では土壌や動物の糞、それに植物遺体等からよく出現する。紙や繊維質が土に触れて湿った場所では、野外でも見ることができる。また、糞などを培養した場合に、最もよく出現する子嚢菌のひとつでもある。培養にはごく一般的な培地でよいが、セルロースを含む培地でよく成長する。高いセルロース分解能を持つことが特徴である。また、そのために紙やパルプ、綿などに発生することもある。

## 分類
子実体が球形で上端に穴があるのは子嚢殻という型にあたる。この型の子実体を作るものは原則的には核菌綱に含めるのが古典的な体系である。そのためこれを核菌綱タマカビ目 Sphaeriales ケタマカビ科 Chaetomiaceae とする説もある。しかし、この類の典型では、子嚢は細長く、中に子嚢胞子が一列に並ぶもので、この点が大きく異なる。子嚢胞子が並ばずに塊で子のうに入るのは、不整子嚢菌類などに見られ、より原始的な特徴と見なされている。
このような点で特殊である上に、この類の分類体系には決定打がなかなかないこともあり、この菌をどこに分類するかについては混乱があった。マメザヤタケ目Xylariales、 メラノスポラ目 Meranosporales、フンタマカビ目 Sordariales に含める説、独立のケタマカビ目 Chaetomiales を認める説などがあったが、遺伝子情報からフンタマカビ目に含めるのが順当との判断が出ている。
非常に種類が多く、180種以上が知られている。最も普通なのは Chaetomium globosum である。

## 利害
セルロース分解能が高いため、紙や綿製品にも出現することがあり、紙の汚染源の代表的なものである。紙に染みを生じたり、時に深刻な被害を与える。その点ではトリコデルマと並び警戒されるものである。JIS規格の防カビ剤被試験菌に C. globosum の株が指定されている。